# Geologia marina
La geologia marina és la branca de la geologia que s'encarrega de l'estudi del fons oceànic i marí a més a més de l'estructura tectònica submergida mitjançant l'ús d'eines i mètoges de geofísica, sedimentologia, geoquímica i paleontologia.

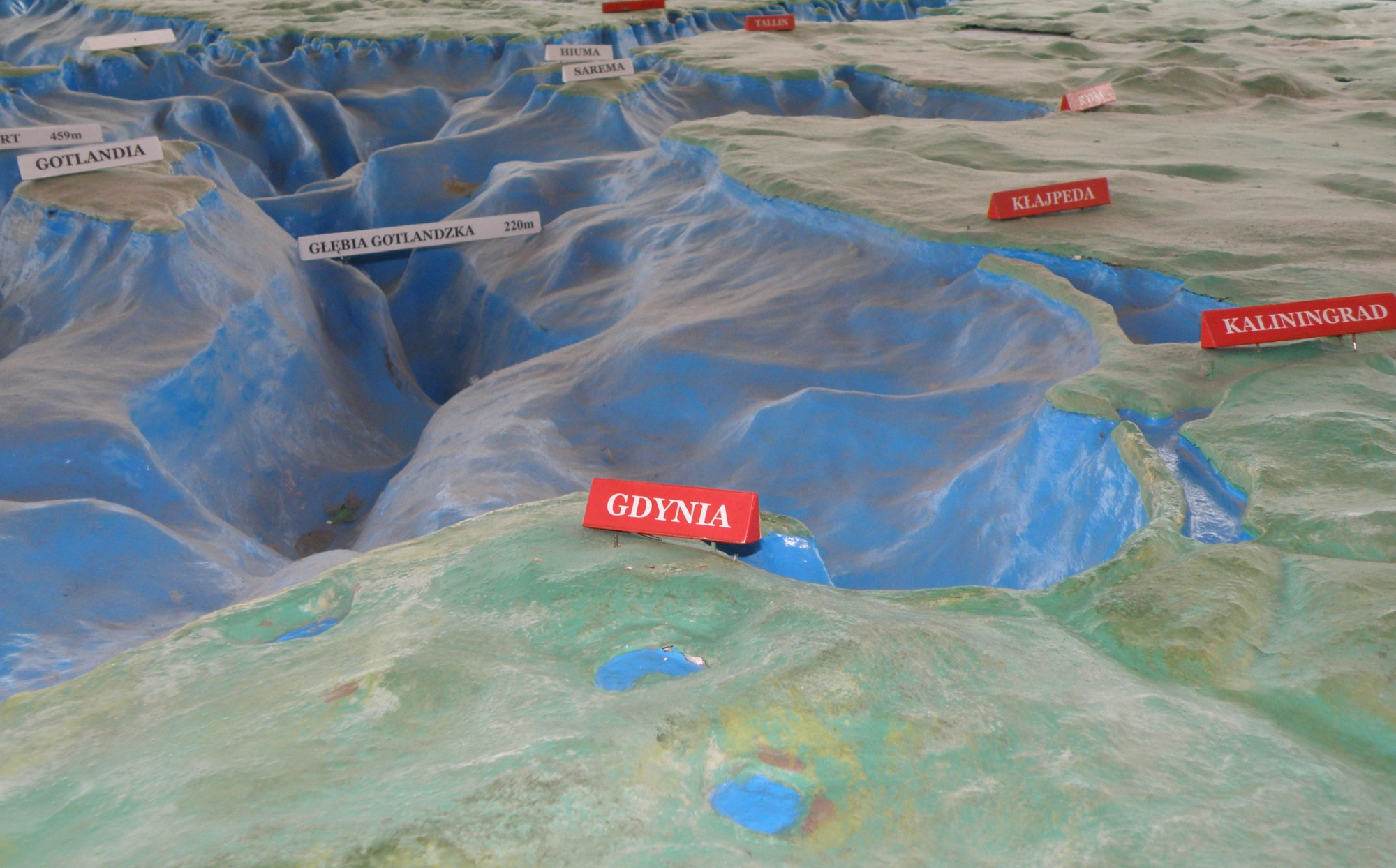
Relleu submergit en la Mar Bàltica

La importància dels estudis en geologia marina és cada vegada major, ja que el 70% de la superfície terrestre està coberta per aigua i la major part de la població mundial viu en zones costaneres. És important conèixer les dinàmiques i processos que succeeixen en terrenys submergits per poder pal·liar els danys en cas de terratrèmols i tsunamis, saber la recurrència d'aquests, conèixer els recursos energètics d'origen fòssil emmagatzemats als sediments marins, així com conèixer la història climàtica dels darrers milers d'anys enregistrat als sediments.
La geologia marina se centra en les zones oceàniques profundes, els vessants i les plataformes oceàniques menys profundes i les àrees pròximes a les costes com les platges i els estuaris. Els geòlegs marins també estudien algunes zones fluvials costaneres i grans llacs. L'estudi geològic dels dels canvis en el litoral i els riscos geològics de les zones costaneres són importants per les repercussions sobre els recursos oceànics i els ecosistemes costaners i marins.

## Mètodes
Hi ha diversos mètodes per obtenir dades del fons marí sense enviar-hi físicament humans o vehicles i màquines especials.

### Sonar d'escaneig lateral
Desenvolupat a finals de la dècada de 1960, el sonar detecta i revela imatges d'objectes en el fons marí. Els sensors físics del dispositiu sonar es munten en el casc d'un vaixell que envia polsos acústics que retornen als sensors, proporcionant imatges que ajuden a determinar la composició dels fons marins, atès que els objectes més durs generen una reflectància més alta i apareixen més foscos a la imatge retornada, diferentment dels materials més tous, com la sorra i el fang que apareixen més clars a la imatge. La informació pot ser analitzada pels especialistes a l'hora de determinar l'existència d'afloraments de roca sota la superfície de l'aigua. [ 12 ] El mètode és força menys costós que alliberar un vehicle especial per fotografiar el fons marí i requereix molt menys temps. El sonar d'escaneig lateral no pot mesurar altres factors, com ara la profunditat i s'utilitzen ensems altres dispositius per poder generar un estudi més detallat.